# Ар'є Дворецький
А́р'є Дворе́цький (івр. אריה דבורצקי, 3 травня 1916, Хорол[джерело?], Полтавська губернія, Російська імперія — 8 травня 2008, Єрусалим, Ізраїль) — ізраїльський математик, відомий своєю працею в галузі функціонального аналізу, статистики і теорії ймовірності; лауреат Премії Ізраїлю (1973).

## З життєпису
У 1922 році переїхав з батьками у підмандатну Палестину.
1941 року захистив докторську дисертацію в Єврейському університеті в Єрусалимі під керівництвом Міхаеля Фекете.
Починаючи з 1951 року — професор цього університету, в 1955—1956 роках — декан відділення точних наук, в 1959—1961 роках — проректор. Був головним радником із наукових питань при Генштабі Армії оборони Ізраїлю.
У 1974—1980 роках Ар'є Дворецький — Президент Ізраїльської академії природничих і гуманітарних наук.
У 1986—1989 роках очолював (Президент) Інститут Вейцмана.
А. Дворецький — лауреат Премії Ізраїлю з математики (1973).
Дружина — Сара Шнеєрсон; їхній син Гідеон Дворецький (1952—1973) загинув під час війни Судного дня.